# Ecuadoraans voetbalelftal in 2010
Het Ecuadoraans voetbalelftal speelde in totaal zeven interlands in het jaar 2010, alle vriendschappelijk. De selectie stond onder leiding van bondscoach Sixto Vizuete, die op 11 juli echter opstapte en werd vervangen door de Colombiaan Reinaldo Rueda.

## Balans
| Wedstrijden | Wedstrijden | Wedstrijden | Wedstrijden | Doelpunten | Doelpunten | Doelpunten | Punten |
| Gespeeld    | Winst       | Gelijk      | Verlies     | Voor       | Tegen      | Saldo      | Punten |
| ----------- | ----------- | ----------- | ----------- | ---------- | ---------- | ---------- | ------ |
| 7           | 2           | 2           | 3           | 8          | 8          | 0          | 0.857  |

## Interlands
|                                                            |        |       |         |                                                                                               |
| 7 mei Vriendschappelijk № 420 «onderlinge duels» 21:00 uur | Mexico | 0 – 0 | Ecuador | Meadowlands Stadium, East Rutherford Toeschouwers: 77.507 Scheidsrechter: Steve DePiero (CAN) |
| 7 mei Vriendschappelijk № 420 «onderlinge duels» 21:00 uur |        |       |         | Meadowlands Stadium, East Rutherford Toeschouwers: 77.507 Scheidsrechter: Steve DePiero (CAN) |

|                                                             |                                       |       |         |                                                                                               |
| 16 mei Vriendschappelijk № 421 «onderlinge duels» 19:00 uur | Zuid-Korea                            | 2 – 0 | Ecuador | Seoul World Cup Stadion, Seoul Toeschouwers: 65.000 Scheidsrechter: Porached Wongkamdee (THA) |
| 16 mei Vriendschappelijk № 421 «onderlinge duels» 19:00 uur | Lee Seung-ryul 70' Lee Chung-yong 84' |       |         | Seoul World Cup Stadion, Seoul Toeschouwers: 65.000 Scheidsrechter: Porached Wongkamdee (THA) |

|                                                                  |                       |       |                                     |                                                                                     |
| 4 september Vriendschappelijk № 422 «onderlinge duels» 20:00 uur | Mexico                | 1 – 2 | Ecuador                             | Estadio Omnilife, Zapopan Toeschouwers: 17.500 Scheidsrechter: Walter Quesada (CRC) |
| 4 september Vriendschappelijk № 422 «onderlinge duels» 20:00 uur | Luis Checa 40' (e.d.) |       | 1' Cristian Benítez 20' Jaime Ayoví | Estadio Omnilife, Zapopan Toeschouwers: 17.500 Scheidsrechter: Walter Quesada (CRC) |

|                                                                  |                   |       |         |                                                                                            |
| 7 september Vriendschappelijk № 423 «onderlinge duels» 20:30 uur | Venezuela         | 1 – 0 | Ecuador | Estadio Metropolitano, Barquisimeto Toeschouwers: 37.262 Scheidsrechter: Juan Torres (PAN) |
| 7 september Vriendschappelijk № 423 «onderlinge duels» 20:30 uur | Nicolás Fedor 85' |       |         | Estadio Metropolitano, Barquisimeto Toeschouwers: 37.262 Scheidsrechter: Juan Torres (PAN) |

|                                                      |         |                    |          |                                                                                   |
| 8 oktober Vriendschappelijk № 424 «onderlinge duels» | Ecuador | 0 – 1              | Colombia | Red Bull Arena, Harrison Toeschouwers: 25.000 Scheidsrechter: Andrew Chapin (USA) |
| 8 oktober Vriendschappelijk № 424 «onderlinge duels» |         | 88' Radamel Falcao |          | Red Bull Arena, Harrison Toeschouwers: 25.000 Scheidsrechter: Andrew Chapin (USA) |

|                                                                 |                                           |       |                                             |                                                                                     |
| 12 oktober Vriendschappelijk № 425 «onderlinge duels» 17:00 uur | Ecuador                                   | 2 – 2 | Polen                                       | Saputo Stadium, Montreal Toeschouwers: 1.000 Scheidsrechter: Mauricio Navarro (CAN) |
| 12 oktober Vriendschappelijk № 425 «onderlinge duels» 17:00 uur | Cristian Benítez 32' Cristian Benítez 78' |       | 61' Euzebiusz Smolarek 70' Ludovic Obraniak | Saputo Stadium, Montreal Toeschouwers: 1.000 Scheidsrechter: Mauricio Navarro (CAN) |

|                                                                  |                                                                                  |       |                         |                                                                                             |
| 17 november Vriendschappelijk № 426 «onderlinge duels» 20:00 uur | Ecuador                                                                          | 4 – 1 | Venezuela               | Estadio Olímpico Atahualpa, Quito Toeschouwers: 9.000 Scheidsrechter: Ibrahim Chaibou (NGR) |
| 17 november Vriendschappelijk № 426 «onderlinge duels» 20:00 uur | Cristian Benítez 2' Cristian Benítez 5' Walter Ayoví 45' (pen.) Walter Ayoví 47' |       | 48' Giancarlo Maldonado | Estadio Olímpico Atahualpa, Quito Toeschouwers: 9.000 Scheidsrechter: Ibrahim Chaibou (NGR) |

## FIFA-wereldranglijst
| JAN | FEB | MAR | APR | MEI | JUN | JUL | AUG | SEP | OKT | NOV | DEC |
| --- | --- | --- | --- | --- | --- | --- | --- | --- | --- | --- | --- |
| 37  | 35  | 37  | 36  | 36  | 44  | 58  | 58  | 72  | 67  | 61  | 53  |

## Statistieken
| Máximo Banguera       | 1985-12-16 | Barcelona Sporting Club | 5 | 0 | 0 | 8   | 0  |
| Marcelo Elizaga       | 1972-04-19 | Club Sport Emelec       | 2 | 0 | 0 | 17  | 0  |
| Rorys Aragón          | 1982-06-28 | El Nacional             | 0 | 1 | 0 | 3   | 0  |
| Verdediging           |            |                         |   |   |   |     |    |
| Walter Ayoví          | 1979-08-11 | CF Monterrey            | 5 | 0 | 2 | 51  | 7  |
| Luis Checa            | 1983-12-21 | Deportivo Quito         | 3 | 1 | 0 |     |    |
| Geovanny Nazareno     | 1988-01-17 | Barcelona Sporting Club | 2 | 2 | 0 |     |    |
| Banner Caicedo        | 1981-03-28 | Deportivo Quito         | 2 | 1 | 0 |     |    |
| Isaac Mina            | 1980-10-17 | Deportivo Quito         | 2 | 1 | 0 |     |    |
| Jairo Campos          | 1984-07-18 | Atlético Mineiro        | 2 | 0 | 0 |     |    |
| Ulises de la Cruz     | 1974-02-08 | LDU Quito               | 2 | 0 | 0 | 100 | 6  |
| Julio Marcelo Fleitas | 1973-09-01 | Club Sport Emelec       | 2 | 0 | 0 |     |    |
| Iván Hurtado          | 1974-08-16 | Deportivo Quito         | 2 | 0 | 0 | 167 | 5  |
| Miguel Ibarra         | 1984-09-08 | Universidad Católica    | 2 | 0 | 0 |     |    |
| Jorge Guagua          | 1981-09-28 | LDU Quito               | 1 | 0 | 0 | 38  | 2  |
| Neicer Reasco         | 1977-07-23 | LDU Quito               | 1 | 0 | 0 | 51  | 0  |
| Middenveld            |            |                         |   |   |   |     |    |
| Michael Arroyo        | 1987-04-23 | Club San Luis           | 7 | 0 | 0 | 7   | 0  |
| Juan Carlos Paredes   | 1987-07-08 | Deportivo Quito         | 4 | 1 | 0 | 5   | 0  |
| Christian Noboa       | 1985-04-09 | Rubin Kazan             | 4 | 0 | 0 | 12  | 2  |
| David Quiroz          | 1982-09-08 | Club Sport Emelec       | 4 | 0 | 0 |     |    |
| Oswaldo Minda         | 1983-07-26 | Deportivo Quito         | 3 | 1 | 0 | 4   | 0  |
| Luis Saritama         | 1983-10-20 | Deportivo Quito         | 2 | 1 | 0 | 22  | 0  |
| Joffre Guerrón        | 1985-04-28 | Atlético Paranaense     | 2 | 0 | 0 | 17  | 0  |
| Fernando Hidalgo      | 1985-05-20 | Barcelona Sporting Club | 2 | 0 | 0 |     |    |
| Michael Quiñónez      | 1984-06-21 | El Nacional             | 2 | 0 | 0 |     |    |
| Luis Antonio Valencia | 1985-08-04 | Manchester United       | 2 | 0 | 0 | 43  | 6  |
| Joao Rojas            | 1989-06-14 | Monarcas Morelia        | 1 | 5 | 0 | 10  | 0  |
| Jefferson Montero     | 1989-09-01 | Levante UD              | 1 | 1 | 0 | 13  | 2  |
| Segundo Castillo      | 1982-05-15 | Deportivo Quito         | 1 | 0 | 0 |     |    |
| Pedro Quiñónez        | 1986-03-04 | Club Sport Emelec       | 0 | 2 | 0 |     |    |
| Fernando Guerrero     | 1989-09-30 | Independiente del Valle | 0 | 1 | 0 |     |    |
| Aanval                |            |                         |   |   |   |     |    |
| Cristian Benítez      | 1986-05-01 | Santos Laguna           | 4 | 0 | 5 | 36  | 15 |
| Jaime Ayoví           | 1988-02-21 | Toluca FC               | 3 | 1 | 1 |     |    |
| Iván Kaviedes         | 1977-10-24 | CSD Macará              | 2 | 0 | 0 | 55  | 17 |
| Marlon de Jesús       | 1991-09-04 | El Nacional             | 0 | 2 | 0 | 2   | 0  |
| Édison Preciado       | 1986-04-18 | El Nacional             | 0 | 2 | 0 |     |    |
| Christian Suárez      | 1985-11-02 | Necaxa Aguascalientes   | 0 | 1 | 0 |     |    |